# (36847) 2000 SD121
2000 SD121 (asteroide 36847) é um asteroide da cintura principal. Possui uma excentricidade de 0.27157880 e uma inclinação de 5.89804º.
Este asteroide foi descoberto no dia 24 de setembro de 2000 por LINEAR em Socorro.